# Aqua (Band)
Aqua ist eine dänisch-norwegische Eurodance-Musikgruppe. Die Band wurde mit ihrem Debütalbum Aquarium und der Single Barbie Girl international bekannt. Bis heute wurden mehr als 26 Millionen Tonträger der Band verkauft. 

## Bandgeschichte
Die Band wurde 1989 gegründet. Die Keyboarder und Drummer Claus Norreen und Søren Rasted arbeiteten gerade zusammen an einem Soundtrack für den dänischen Film Frække Frida. Zu dieser Zeit trafen sie René Dif, der später die Rap-Parts der Gruppe beisteuerte. Dif stellte ihnen die norwegische Sängerin Lene Nystrøm vor und zusammen bildeten sie zunächst die Gruppe Joyspeed, deren einzige Single Itsy Bitsy Spider im Jahr 1995 erschien.
Nach dem Misserfolg von Joyspeed entschieden die Bandmitglieder, sich in Aqua umzubenennen. Der Name stammt von einem Poster mit einem aufgedruckten Aquarium. Verlegt wurden Aqua von Universal Music, die Aquas erste Single Roses Are Red im September 1996 veröffentlichten. Der Song hielt sich zwei Monate in den Charts und erreichte Platin-Status. Die darauffolgende Single My Oh My erlangte innerhalb von sechs Tagen Gold in Dänemark. Mit ihrem Lied Barbie Girl schafften sie 1997 den internationalen Durchbruch und erreichten Nummer-eins-Platzierungen in über 35 Ländern. Auf Grund der sexuellen Anspielungen im Lied und dem dazugehörigen Video wurde Aqua von der Spielzeugfirma Mattel verklagt, was aber keine weiteren Auswirkungen auf den Erfolg des Liedes oder der Band hatte. Die Klage von Mattel wurde 2003 (bereits nach Trennung der Band) endgültig abgewiesen. Das Debütalbum Aquarium war fast ein Jahr lang in den Top-100 der deutschen Albumcharts.
Nach einer Pause von etwas über einem Jahr veröffentlichten Aqua zu Beginn des Jahres 2000 ihr zweites Album Aquarius und dessen erste Singleauskopplung Cartoon Heroes. Insgesamt sollte die Musik auf Aquarius seriöser sein als bei Aquarium und weniger Bubble-Gum-Pop enthalten. Wohl auch weil ein Zugpferd wie Barbie Girl als Singleauskopplung fehlte, verkaufte sich Aquarius schlechter als das Debütalbum und erreichte in Deutschland nur Platz 16. Es wurde daraufhin versucht, durch die unplanmäßige Veröffentlichung von Bumble Bees als dritte Single, die den alten Aqua-Songs sehr ähnlich war, das Ruder noch einmal herumzureißen. Das war zu diesem Zeitpunkt aber schon zu spät; Bumble Bees erreichte nur Platz 96 in den deutschen Charts.
Am 12. Mai 2001 traten Aqua als Gast beim Eurovision Song Contest in Kopenhagen auf. Im August 2001 trennte sich die Band überraschend, aber einvernehmlich während der Arbeiten am dritten Album. Kurze Zeit vor der Auflösung heirateten Nystrøm und Rasted. Am 6. November 2004 wurde eine gemeinsame Tochter und im Frühjahr 2006 ein Sohn geboren.
Nystrøm veröffentlichte im Sommer 2003 ein eigenes Album mit dem Titel Play with Me, das zwei mäßig erfolgreiche Singles enthielt: It’s Your Duty und Pretty Young Thing. Diese hatten jedoch nur im skandinavischen Bereich einen nennenswerten Erfolg (It’s Your Duty Platz 3 in Dänemark). Play with Me wurde in Deutschland nicht veröffentlicht und ist nur als Importversion verfügbar.
Rasted war einige Zeit als Produzent tätig. 2004 startete er das Projekt Lazyboy. Er veröffentlichte 2004 das Album Lazyboy TV, die Singleauskopplung Underwear Goes Inside the Pants war nennenswert erfolgreich. 2007 startete er mit seinem Neffen Nicolaj Rasted das Projekt Hei Matematik, bei dem seine Frau Lene als Background-Sängerin tätig war und Norreen als Produzent im gemeinsamen Studio unterstützte.
Am 26. Oktober 2007 gab die Band ihre Wiedervereinigung bekannt. 2008 veranstalteten sie eine Tournee mit 30 Konzerten. Am 25. Mai 2009 erschien in Dänemark die erste Singleauskopplung Back to the 80s aus einer Kompilation mit dem Titel Greatest Hits, die auch drei neue Lieder enthält. Sowohl die Single als auch das Album erreichten den ersten Platz der dänischen Charts und schafften es in die Top-10 der norwegischen Charts. In Deutschland wurde Back to the 80s am 4. September 2009 als Download-Single veröffentlicht. Am 14. März 2011 veröffentlichte die Band die erste Singleauskopplung How R U Doin? aus ihrem dritten Album Megalomania. Im März 2012 absolvierten Aqua eine Australien-Tournee.
Im September 2016 kündigte die Band zu ihrem 20-jährigem Bandjubiläum ein Comeback für 2017 an. Zudem gab Claus Norreen seinen Ausstieg aus der Band bekannt. Im April 2017 erschien die Remix-Single Roses Are Red (Svenstrup & Vendelboe Remixes). Am 26. April 2017 gaben Nystrøm und Rasted nach 16 Ehejahren ihre Trennung bekannt. Am 22. Juni 2018 veröffentlichte Aqua die neue Single Rookie.

## Mitglieder
Lene Grawford Nystrøm
Lene Grawford Nystrøm wurde in Tønsberg (Norwegen) am 2. Oktober 1973 geboren. Sie übernahm den weiblichen Gesang in der Gruppe.
René Dif
René Dif wurde am 17. Oktober 1967 in Kopenhagen (Dänemark) geboren. Er übernahm den männlichen Gesang und die Rap-Parts.
Claus Norreen
Claus Norreen wurde am 5. Juni 1970 in Charlottenlund, Gemeinde Gentofte (Dänemark) geboren.
Søren Rasted
Søren Rasted wurde am 13. Juni 1969 in Blovstrønd, Gemeinde Allerød (Dänemark) geboren.

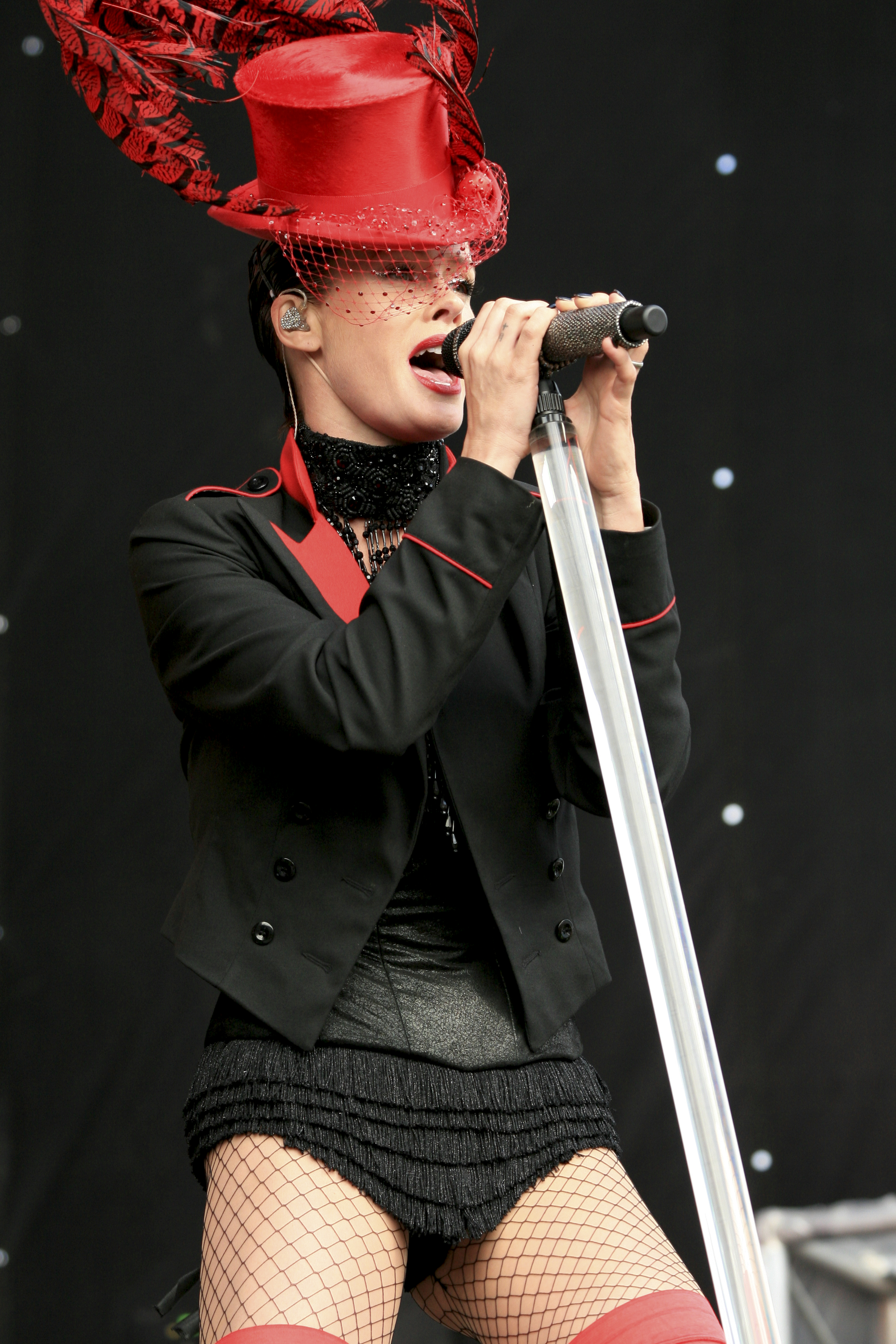
Lene Nystrøm (2008)
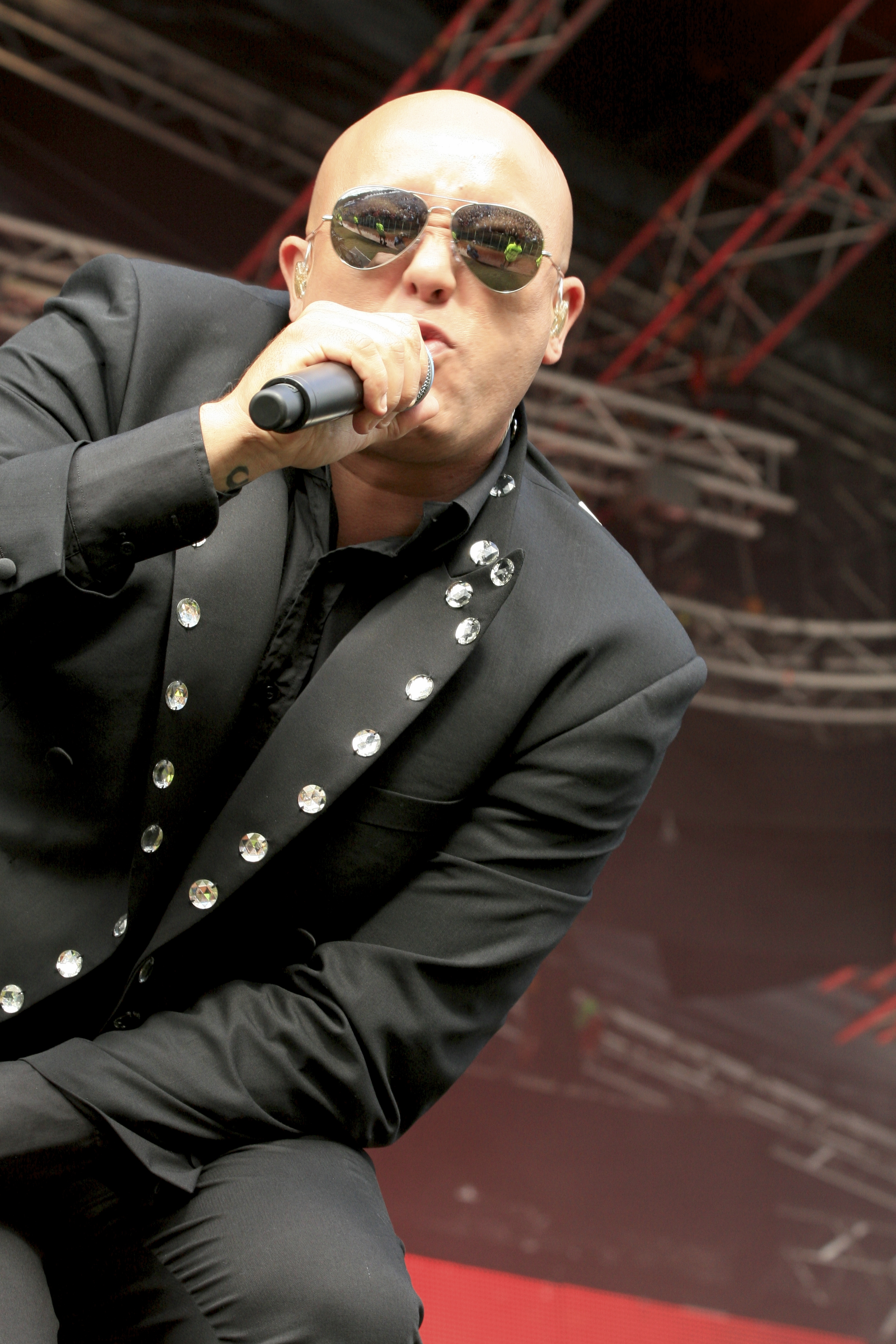
René Dif (2008)
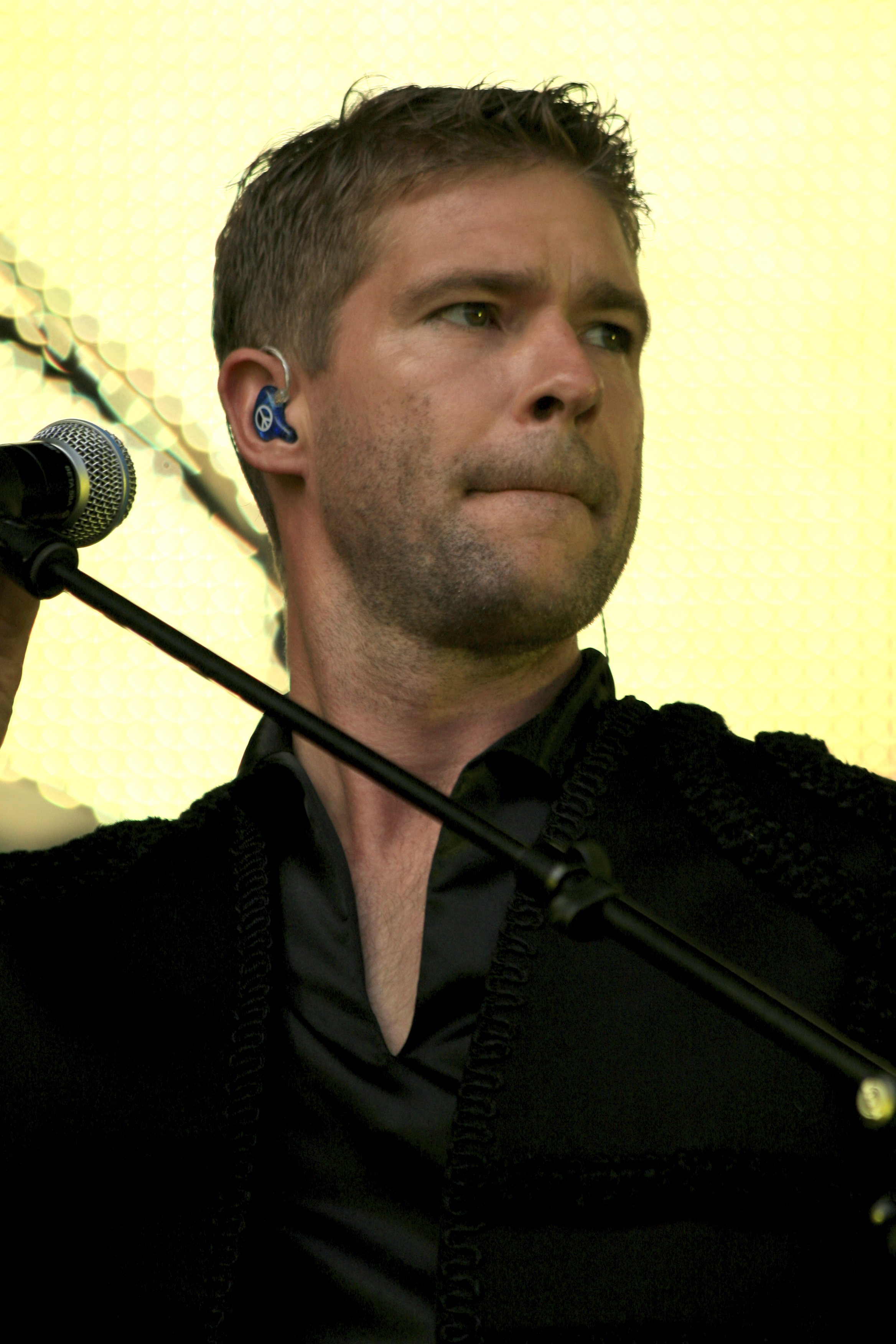
Søren Rasted (2008)
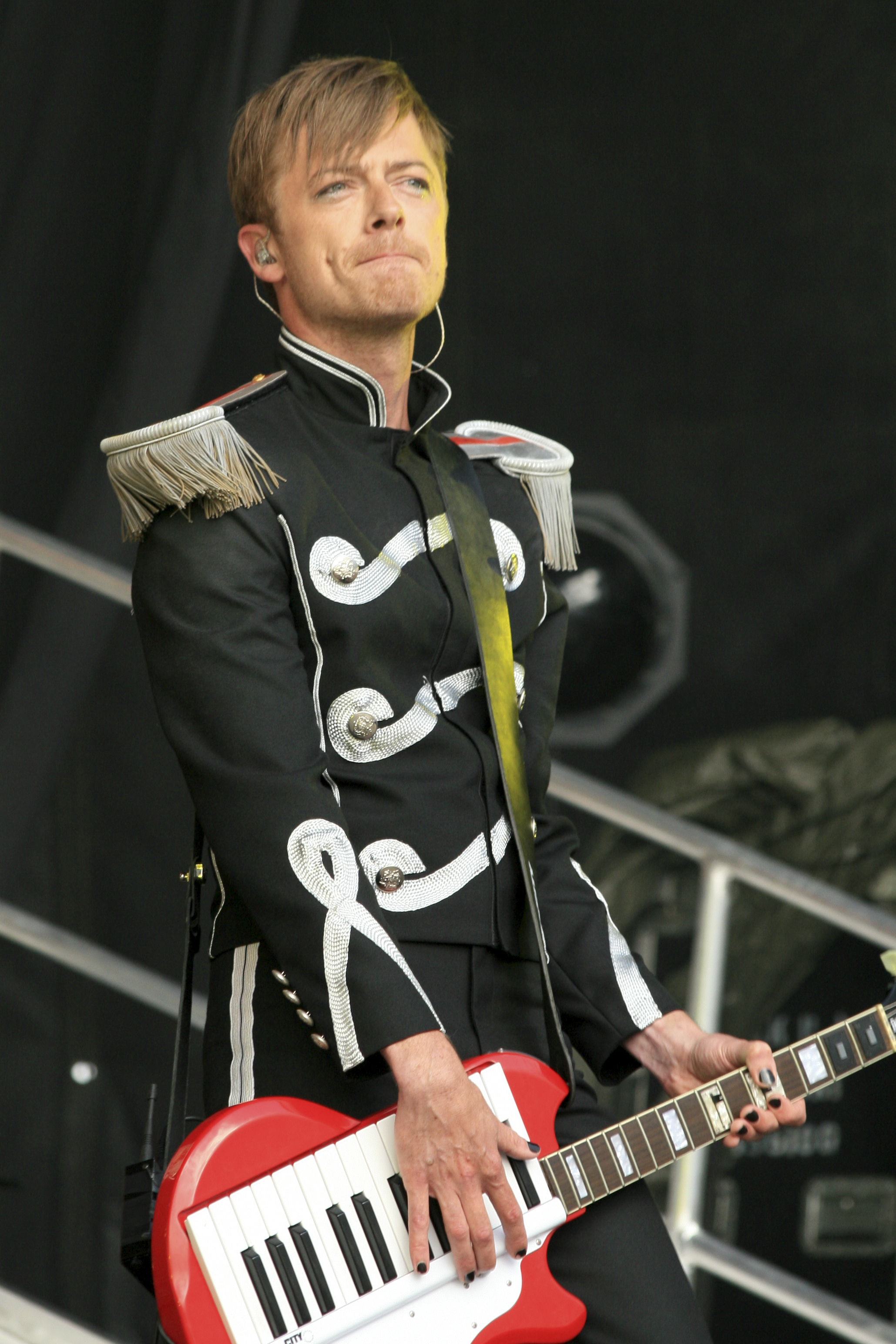
Claus Noreen (2008)

## Diskografie
Studioalben

| Jahr | Titel Musiklabel                  | Höchstplatzierung, Gesamtwochen, AuszeichnungChartplatzierungen (Jahr, Titel, Musiklabel, Platzierungen, Wochen, Auszeichnungen, Anmerkungen) | Höchstplatzierung, Gesamtwochen, AuszeichnungChartplatzierungen (Jahr, Titel, Musiklabel, Platzierungen, Wochen, Auszeichnungen, Anmerkungen) | Höchstplatzierung, Gesamtwochen, AuszeichnungChartplatzierungen (Jahr, Titel, Musiklabel, Platzierungen, Wochen, Auszeichnungen, Anmerkungen) | Höchstplatzierung, Gesamtwochen, AuszeichnungChartplatzierungen (Jahr, Titel, Musiklabel, Platzierungen, Wochen, Auszeichnungen, Anmerkungen) | Höchstplatzierung, Gesamtwochen, AuszeichnungChartplatzierungen (Jahr, Titel, Musiklabel, Platzierungen, Wochen, Auszeichnungen, Anmerkungen) | Höchstplatzierung, Gesamtwochen, AuszeichnungChartplatzierungen (Jahr, Titel, Musiklabel, Platzierungen, Wochen, Auszeichnungen, Anmerkungen) | Höchstplatzierung, Gesamtwochen, AuszeichnungChartplatzierungen (Jahr, Titel, Musiklabel, Platzierungen, Wochen, Auszeichnungen, Anmerkungen) | Anmerkungen                                                  |
| Jahr | Titel Musiklabel                  | DE | AT | CH | UK | US | DK | NO | Anmerkungen                                                  |
| ---- | --------------------------------- | --- | --- | --- | --- | --- | --- | --- | ------------------------------------------------------------ |
| 1997 | Aquarium Universal Music (UMG)    | DE6 Gold · (46 Wo.)DE | AT4 Gold · (31 Wo.)AT | CH3 Gold · (48 Wo.)CH | UK6 Platin · (48 Wo.)UK | US7 ×3Dreifachplatin · (50 Wo.)US | DK1 ×1414-fach-Platin · (59 Wo.)DK | NO1 ×4Vierfachplatin · (68 Wo.)NO | Erstveröffentlichung: 26. März 1997 Verkäufe: + 14.000.000   |
| 2000 | Aquarius Universal Music (UMG)    | DE16 (13 Wo.)DE | AT11 (10 Wo.)AT | CH8 Gold · (18 Wo.)CH | UK24 (4 Wo.)UK | US82 (6 Wo.)US | DK1 (17 Wo.)DK | NO1 ×2Doppelplatin · (21 Wo.)NO | Erstveröffentlichung: 28. Februar 2000 Verkäufe: + 1.515.000 |
| 2011 | Megalomania Universal Music (UMG) | — | — | — | — | — | DK2 Gold · (7 Wo.)DK | — | Erstveröffentlichung: 3. Oktober 2011 Verkäufe: + 15.000     |